# Les Frères ennemis
Pour l’article homonyme, voir Les Frères ennemis (Les Simpson).
Pour les articles homonymes, voir Frères ennemis.
Les Frères Ennemis est un duo d'humoristes français actifs dans les années 1960-1970. Il est composé de :
- Teddy Vrignault, humoriste et acteur français, né le 22 novembre 1928 à Paris. Il disparaît totalement le 1er novembre 1984, sans laisser la moindre trace, mettant fin brutalement au duo qu'il formait avec André Gaillard[1]. Teddy Vrignault est officiellement déclaré mort le 29 janvier 1999[2] ;
- André Gaillard, humoriste et acteur français, né le 19 décembre 1927 à Paris et mort à Nogent-sur-Marne le 30 septembre 2019 (à 91 ans)[3].

## Histoire du duo
André Gaillard travaille un temps comme maquettiste publicitaire. Le voisinage avec les music-halls et théâtres de la rue de la Gaîté (le Casino Montparnasse, le théâtre de la Gaîté et Bobino) lui donne envie de faire du spectacle.
Lors de son service militaire en Allemagne, il rencontre Teddy Vrignault, avec lequel il monte un numéro. À la fin de leur service, les deux hommes se perdent de vue. André Gaillard retombera par hasard aux Champs-Élysées sur Teddy Vrignault qui distribue, torse nu, des prospectus pour un western (Les Tuniques rouges de Lesley Selander). Teddy et André suivent alors ensemble des cours de théâtre.
Ils mettent ensuite au point un spectacle de sketchs de leur composition intitulé Le Doigt de Dieu, et chantent des chansons des années 1900. Le 24 octobre 1953 a lieu la première apparition des Frères ennemis dans un cabaret de Saint-Germain-des-Prés. Peu à peu, ils imposent leurs personnages truculents, as de la repartie, du coq-à-l’âne et de l'absurde.
La notoriété venant, ils se produisent dans de nombreux cabarets, au théâtre (ils accompagneront ainsi le mime Marceau de 1954 à 1959), à la télévision dans 1 = 3 de Jean Yanne et Jacques Martin et au cinéma, notamment dans Elle court, elle court la banlieue et plusieurs films de Jean Yanne ou avec les Charlots.
À partir de 1975, le cinéma ne va plus faire appel à eux. De plus, les émissions de variétés optent pour de nouveaux comiques émergents (Coluche, Thierry Le Luron), et la concurrence devient très rude. Le duo comique connaît alors des hauts et des bas, dans leurs carrières, avec aussi des tensions inévitables. Le 1er novembre 1984, Teddy Vrignault disparaît sans laisser de traces. Très déstabilisé par la disparition de son alter ego (qu'il tentera sans succès de retrouver par le biais de la télévision en participant notamment, dans les années 90, à l'émission de Jacques Pradel Perdu de vue), André Gaillard poursuit néanmoins sa carrière au théâtre et au cinéma. Il écrit aussi des nouvelles. Ses deux filles, Silvia et Valérie, ont monté un duo Les Sœurs z'ennemies, dans lequel elles ont repris et adapté une vingtaine de sketches des Frères Ennemis. Ce spectacle a été créé au Café d'Edgar en 2010.
Michel Audiard a dit d'eux : « Les gens bien intentionnés les qualifient d'amuseurs. Les gens moins bien intentionnés les classent parmi les « rigolos. » Ils valent beaucoup mieux que ça. Le délire verbal, le coq-à-l'âne, la gymnastique des mots, est probablement le genre exigeant le plus de maîtrise, le plus de rigueur, en un mot : le plus de style. Ce n'est pas Raymond Devos qui me contredira. »

## Hommage
En 2019, quelques jours après le décès d'André Gaillard, Jérémy Gallet résumait ainsi le duo qu'il faisait avec son partenaire disparu : 

« Des Frères Ennemis, duo comique injustement oublié, on retient les sketchs absurdes, qui lorgnent sur l’humour de Raymond Devos et Pierre Dac, avec des réparties débitées à la mitraillette, un art consommé du coq-à-l’âne et le contraste physique entre le chevelu Teddy Vrignault, brun ténébreux, sorte de mélange entre Claude Giraud et Lee Van Cleef, et André Gaillard, le dégarni, avec moustaches et rouflaquettes d’antan. »

## Filmographie
- 1959 : La Belle et l'empereur de Axel von Ambesser
- 1964 : Cherchez l'idole de Michel Boisrond
- 1965 : Calembredaines (TV) de Maurice Chateau
- 1972 : Tout le monde il est beau, tout le monde il est gentil de Jean Yanne
- 1973 : Elle court, elle court la banlieue de Gérard Pirès
- 1973 : Moi y'en a vouloir des sous de Jean Yanne
- 1973 : Je sais rien, mais je dirai tout de Pierre Richard
- 1974 : Les Chinois à Paris de Jean Yanne
- 1974 : Les Quatre Charlots mousquetaires d'André Hunebelle

## Discographie

### Participation à d'autres 33 tours
Les Frères ennemis assurent la narration de Le Nouveau Code de la route parlé, réalisé par Jean Roncajola et Maurice Cazaux (Philips, LP). Ils assurent également la présentation de Super Stereo Demonstration, une sélection d'orchestres et d'effets sonores reproduite en stéréophonie, écrite et produite par Henri Gruel et Jean-Jacques Thébault (Philips, LP).

### 45 tours originaux

#### 45 tours incluant des sketches inédits en 33 tours
- 1961 : La cousine Germaine / Le Gitan perdu / Partir ailleurs !, textes d'André Gaillard et Teddy Vrignault, François Marlhy au piano, Decca, EP (1er 45 tours enregistré pour Decca. Contient deux inédits.)
- 1968 :  Das Haus de campagne / La croisière primaire, textes d'André Gaillard et Teddy Vrignault, Claude Rolland au piano. Enregistré en public au théâtre de Dix Heures, Philips, SP (face A inédite).
- 1975 : Disco Love / N'Importe Quoi, textes d'André Gaillard et Teddy Vrignault, arrangements et direction d'orchestre de Karl Heinz Schäfer, Philips, SP (face A différente de la version album de 1977).

#### Publicité à la télévision
- Cafés Maurice : Réalisé par  Pierre Bellemare et Pierre Tchernia, les Frères Ennemis participent à la première campagne de publicité pour un café à la télévision[7].

### Vidéographie
1983 : En route pour les cadeaux Citroën réalisé par Laurent Chevallier, scénario et dialogues de Guy Touraine et Pierre Crétin, présenté par Les Frères Ennemis.

### Compilations
- 1974 : Atout Les Frères Ennemis, Philips, LP, 12 sketches
- 1977 : Le Disque d'Or des Frères Ennemis, Philips, LP, 9 sketches
- 1977 : Les Frères Ennemis, Impact, LP, 10 sketches
- 2004 : Les Frères Ennemis, Mercury, CD, version standard : 1 CD de 10 sketches, version coffret : 2 CD soit 20 sketches plus une réédition en CD du vinyle Olympia '71
- 2004 : Les Frères Ennemis, Universal, DVD, 26 sketches, réédition en 2006 et 2008 dans la collection « Les grands duos comiques », LMLR, DVD, 27 sketches.

## Distinctions
- Grand Prix du disque de l'Académie Charles-Cros (1970)
- Grand Prix de l'Humour de la SACEM (1976, 1983).

## Citations
- « Si Madame de Sévigné avait pris le métro, elle aurait peut-être raté sa correspondance. »
- « Un homme averti en vaut deux. Alors, en cas de danger, n'avertissez personne car cela doublerait le nombre des victimes. »
- « Il était tellement sale que même ses puces avaient des poux. »
- « Allô Iseult ? Ici Tristan, je t'invite à prendre un café. Tu veux un express ? — Non, un philtre. »
- « Allô Daphnis ? C'est Chloé. — Et ça tient ? »
- « Allô Gulliver ? Ici Lilliput. — Bonjour madame ! »
- « Allô Maman ? Ici Jésus. — Mais non ! — Mais si ! »
- « Allô Caïn ? — Oui. — Il y a un œil qui veut te voir. »
- « Je suppute gratuitement. — Vous supputez gratuitement ? — Oui. — C'est rare. »
- « Abraham naquit dans la ville d'Ur célèbre pour ses œufs. — ? — Eh bien oui, les œufs d'Ur ! »
- « Il vaut mieux arriver en retard et rater son train que d'arriver en avance et monter dans un autre ! »
- « Jeanne d'Arc brûlait de désir de sauver la France. Son rêve se réalisa : elle brûla. »
- « Jeanne Hachette était dépensière, et avait fondé une librairie dénommée Gallimard. »
- « Saint Louis adorait faire la grasse matinée, c'est pour ça que c'était un homme très pieux. »
- « Les Francs n'avaient pas de devise. »
- « Quelle est la différence entre une montagne et une chemise? - Les montagnes n'ont pas de manches. »